# 동구바이오제약
주식회사 동구바이오제약은 대한민국의 제약 기업으로, 전립선비대증 치료제인 탐스로신을 생산한다.

## 같이 보기
- 큐리언트
- 디앤디파마텍
- 미코세라믹스
- 다산제약
- 제뉴원사이언스